# Geschäftsregel
Der Begriff Geschäftsregel oder englisch Business-Rule bezeichnet in der Wirtschaftsinformatik als Sammelbegriff verschiedene Arten von Regeln, die in oder in Zusammenhang mit Computerprogrammen verwendet werden. Man versteht darunter nicht unbedingt eine geschäftliche Angelegenheit, sondern Business-Rules können auch ganz elementare technische Sachverhalte beschreiben.

## Beispiel
Ein einfaches Beispiel aus dem Bereich Telekommunikation:
```
WENN

  das Telefonat länger als 30 Minuten gedauert hat
  
UND
 das Telefonat zwischen 18:00 Uhr und 24:00 Uhr geführt wurde
  
UND
 der Tarif des Besitzers 
Student 30+
 heißt

DANN

  wende 10 % Rabatt auf das geführte Telefonat an.
```

## Einordnung
Zur Definition vieler ähnlicher Regeln kann auch eine Entscheidungstabelle verwendet werden. Solche Regeln bilden die Grundlage für Regelbasierte Systeme, welche im weiteren Sinne dem Spezialgebiet der Künstlichen Intelligenz (KI) zuzurechnen sind. Diese basierten früher vielfach auf der mit der Programmiersprache Prolog aufgekommenen Idee, durch systematisches Durchprobieren möglicher Kombinationen von Wenn-Dann-Regeln oder durch mathematische Inferenz die Lösung eines Problems zu ermitteln. Neuere KI-Verfahren in dieser Richtung verwenden u. a. künstliche neuronale Netze sowie Fuzzylogik. Diese bieten jedoch typischerweise, wenn überhaupt, eine nur eingeschränkte Erklärbarkeit. In Anlehnung an Business Process Management zur Modellierung von Prozessabläufen oder, noch feingranularer, angelehnt an Modellgetriebene Softwareentwicklung stehen heute auch Verfahren zur grafischen Modellierung von Regeln zur Verfügung. Diese eignen sich insbesondere, um auch komplexe Regeln und deren Querbezüge grafisch zu veranschaulichen.
Vielfach versteht man unter Business-Rules aber auch etwas viel einfacheres, nämlich Vorgaben, die beschreiben, wie sich ein Computerprogramm oder Geschäftsprozess, der durch ein Computerprogramm gesteuert wird, verhalten soll. Beispielsweise beschreibt eine Plausibilitätsregel, meist in Form einer Formel, wann in eine Anwendungssoftware eingegebene Daten gültig sind. Diese Daten werden nur dann zur Speicherung zugelassen, wenn alle zutreffenden Plausibilitätsregeln erfüllt sind. Ebenso gibt es Berechnungs-, Sichtbarkeits-, Berechtigungs- und viele weitere Arten von Regeln, die das Sollverhalten eines Programms oder Prozesses beschreiben.

## Business-Rule-Management-System
Business-Rules werden vom Fachbereich eines Unternehmens häufig als Vorgabe für Softwareentwickler im Pflichtenheft niedergeschrieben und müssen dann von diesen manuell und aufwendig in die Computerprogramme eingearbeitet werden. Business-Rule-Management-Systeme, kurz BRMS, bieten hier die Möglichkeit, diese Regeln separat in einem Business-Rule-Repository zu verwalten, um so mehr Transparenz (für den Fachbereich), Flexibilität (bei Änderungen der Business-Rules) und Kosteneinsparungen (durch kürzere Entwicklungs- und Änderungszyklen des Computerprogramms) zu erreichen. Die Ausführung der Regeln aus dem Repository wird dann von einer Business-Rule-Engine gesteuert. Diese Systeme sind üblicherweise in den Programmiersprachen C++ oder Java geschrieben.
Ziel eines BRMS ist es, die Regeln von vorneherein von der Datenzugriffs-, Prozess- und Präsentationsschicht eines Computerprogramms zu isolieren und an zentraler Stelle jederzeit für neue Anforderungen und andere Programme zur Verfügung zu stellen.